# Calpúrnio Bíbulo
Calpúrnio Bíbulo (em latim: Calpurnius Bibulus; m. 50 a.C.) é o nome de dois indivíduos romanos, irmãos e filhos de Marco Calpúrnio Bíbulo com sua primeira esposa de nome desconhecido, que estiveram ativos nos últimos anos da República Romana. Eles tiveram um irmão mais novo, chamado Lúcio Calpúrnio Bíbulo, e um meio-irmão de nome desconhecido, filho de Pórcia. O prenome de ambos é desconhecido.
Ambos os irmãos teriam sido enviados em 50 a.C. ao Reino Ptolemaico pelo pai deles, que àquela época atuava como procônsul da Síria, provavelmente para solicitar ajuda contra as incursões do Império Parta aos soldados romanos ali estacionados. Eles seriam assassinados em Alexandria pelos soldados de Aulo Gabínio naquele ano, provavelmente porque o pai deles havia sido contrário a missão de Gabínio no Egito para reinstalar Ptolemeu XII no trono, que fora instigada por Pompeu anos antes.